# Братья Жемчужные
«Братья Жемчужные» (они же «ансамбль братьев Жемчужных имени завода имени Степана Разина»; они же: «Братья Корамазовы», «Братья Жестюмные», «Святые братья», «Божья обитель», «Трезвость») — ансамбль, первоначально образованный из музыкантов ленинградского ресторана «Парус», располагавшегося на дебаркадере, припаркованном на одной из набережных Невы, по инициативе коллекционера Сергея Маклакова в декабре 1974 года. По одной из легенд основан Александром Кавлелашвили. Один из лидеров коллектива Николай Резанов носил жемчужную водолазку, из-за чего приятели в шутку прозвали его «Мишель-Жемчужный». Из-за этого весь коллектив постепенно стал носить название «Братья Жемчужные».

## История
Ленинградские рестораны на дебаркадерах, которых было несколько, не подчинялись тресту ресторанов и кафе, а соответственно, и «Ленконцерту». Они находились в ведении морского либо речного пароходств, и следовательно их репертуар контролировался значительно слабее. По этой причине в репертуаре ансамблей, выступавших в таких ресторанах, звучали песни воровского блатного репертуара, а посетители были зачастую представителями организованной преступности — воры в законе, подпольные цеховики и т. д. Заработки музыкантов по этой причине были колоссальными, и попасть работать в музыкальный коллектив в плавучий ресторан было крайне трудно.
В 1974 году «Братья Жемчужные» записывают свой первый концерт, как утверждает Михаил Дюков: «…записали где-то у церкви…», а в 1975 году в квартире Дмитрия Калятина они впервые записываются с Аркадием Северным — известным подпольным исполнителем. Впоследствии «Братья Жемчужные» становятся одним из «штатных» ансамблей, аккомпанирующих Аркадию Северному. В периоды отсутствия Аркадия Северного в Ленинграде записываются и сольные проекты ансамбля. В ноябре 1979 года записаны концерты с зеленоградскими авторами-исполнителями Алексеем Черкасовым (ансамбль «Посаженные отцы») и Евгением Абдрахмановым. Последний концерт с Северным записан в феврале 1980 года.
Также «Братьями Жемчужными» были записаны сольные концерты:
- «Первый концерт»,
- «Третий концерт»,
- «Четвёртый концерт»
- «Пятый концерт»,
- «Листья жёлтые»,

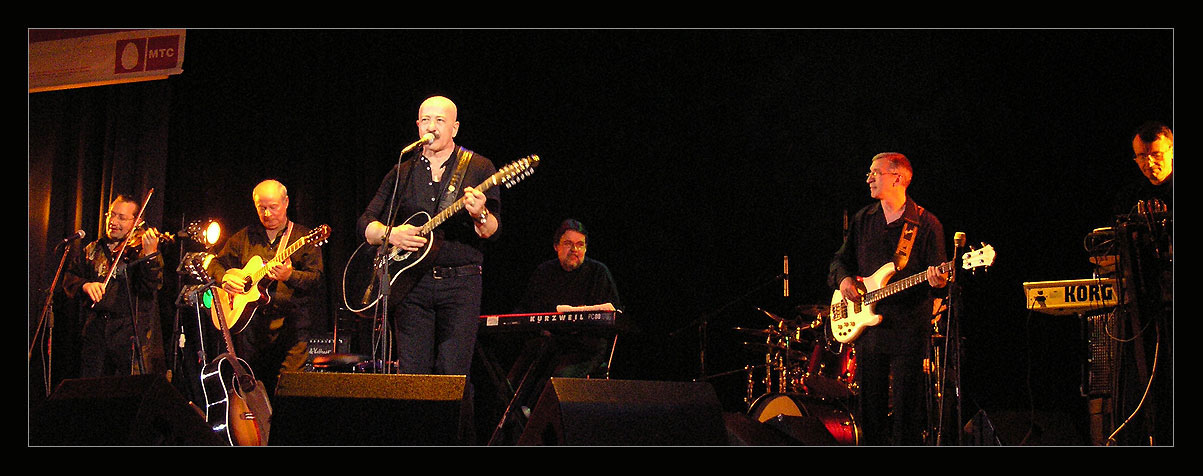
А. Я. Розенбаум и братья Жемчужные. Концерт в Курске

В 1982—1983 годах ансамбль снова собирается, но из состава музыкантов, аккомпанировавших ранее Аркадию Северному, осталось только пятеро: басист Иноземцев, гитарист Резанов, ударник Черкасов, баянист Серж Сакенов и органист Борис Нусенбаум. За это время вместе с автором-исполнителем Александром Розенбаумом было записано два концерта: «Памяти Аркадия Северного», «Новые песни».
Впоследствии Николаем Резановым и Сержем Сакеновым была собрана группа музыкантов, которые под названием «Братья Жемчужные» сотрудничали с М. Гулько, В. Крестовским, C. Трофимовым, А. Лобановским. После чего «Жемчужные» аккомпанировали Розенбауму в большинстве его альбомов. «Братья Жемчужные» работали на студиях шансона «Ночное такси» Александра Фрумина, и «Северный мотив» Михаила Иноземцева, где записывали блат («Русский шансон»).
В 1996 году «Братья Жемчужные» записывают с Михаилом Кругом альбом «Живая струна» под синтезатор. Об этом упоминал в 2005 году Михаил Дюков в своей книге «Путеводитель по русскому шансону».
В 1999 году участвовали в программе «Музыкальный ринг», которая снималась в «Гигант-Холле».
В 2006 году один из «отцов-основателей» коллектива Николай Серафимович Резанов скоропостижно скончался.
В настоящее время все «Братья Жемчужные» работают на студии «Северный мотив» Иноземцева, костяк коллектива составляет ансамбль «Посаженные отцы» зеленоградского ударника Алексея Черкасова. Алексей Черкасов собирает рок-группу «The Electromasters» и пригласил к себе в группу бас-гитариста Василия Морозова и гитариста Бориса Циммера. В таком составе они записали альбом «Памяти нашего друга Вити Цоя» и альбом «Пацаны на кортах тележат за Косту» (посвящённый новосибирскому коллекционеру Константину Геннадьевичу Берлину, он же «Коста»).

## Дискография

### CD
- 1992 — Стоял я раз на стрёме
- 1994 — Десять песен двадцать лет спустя (Михаил Дюков (Калининград) утверждает, что правильное название альбома «10 песен через 20 лет»)
- 1995 — Достойно
- 1998 — На халяву
- 1999 — Докурим свой окурочек
- 2003 — 40 лет, а жизни — нет!

## Музыканты ансамбля

### Состав периода работы с Северным
- Михаил Иноземцев (вокал, банджо, бас-гитара, синтезатор)
- Серж Сакенов (баян, вокал, художественное руководство)
- Геннадий Виноградов «Экипаж НЛО» (вокал, синтезатор)
- Александр Симонов (рояль, стихи, музыка, вокал)
- Сидор Беларский (балалайка, вокал, стихи)
- Николай Резанов (гитара, банджо, вокал)
- Евгений Федотов (скрипка)
- Алексей Дулькевич (скрипка)
- Виктор Смирнов[1] (аккордеон, аранжировка, синтезаторы)
- Алексей Черкасов (ударные, вокал, аранжировка, художественное руководство)
- Василий Морозов (бас-гитара)
- Александр Фрумин (запись)
- Павел Столбов (продюсер, запись, вокал, стихи, банджо, автор идей)
- Михаил Николаевич Дюков (исследование, музыковедение, искусствоведение, биографическая деятельность, вокал, запись, стихи)